# Primera Fuerza 1903/04

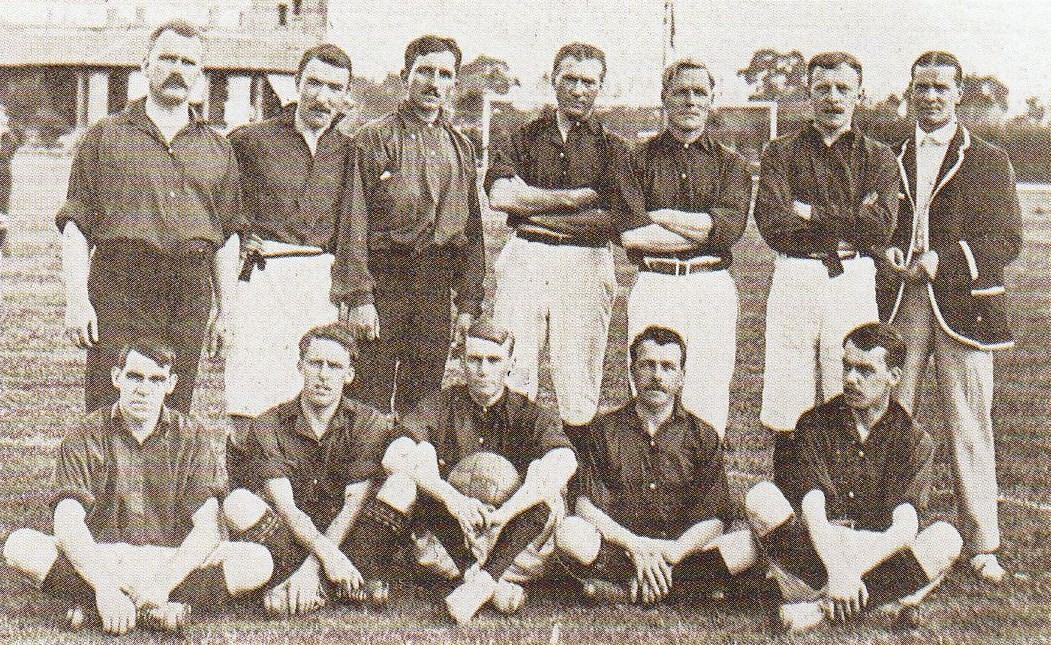
Die Mannschaft des British Club trug nur 5 ihrer eigentlich vorgesehenen 8 Begegnungen aus und belegte in der Abschlusstabelle dennoch den dritten Rang.

Die Saison 1903/04 war die zweite Spielzeit der in Mexiko eingeführten Fußball-Liga, die in der Anfangszeit unter dem Begriff Primera Fuerza firmierte.

## Teilnehmer
| Mannschaft            | Stadt                  | Sportplatz                                        |
| --------------------- | ---------------------- | ------------------------------------------------- |
| British Club          | Mexiko-Stadt           | Campo del Reforma Athletic Club (als Zweitnutzer) |
| Mexico Cricket Club   | San Pedro de los Pinos | Campo del México Cricket Club                     |
| Orizaba Athletic Club | Orizaba                | Campo Cocolapan                                   |
| Pachuca Athletic Club | Pachuca de Soto        | Campo Velódromo                                   |
| Reforma Athletic Club | Mexiko-Stadt           | Campo del Reforma Athletic Club                   |

## Modus
In der zweiten Saison der Primera Fuerza trafen die Mannschaften laut Spielplan erstmals je zweimal in je einem Heim- und Auswärtsspiel aufeinander. Meister wurde die Mannschaft des México Cricket Club, die in der Eröffnungssaison 1902/03 sieglos den letzten Platz belegt hatte. Diesmal gewann sie 7 ihrer 8 Begegnungen und musste nur ein einziges Gegentor (beim 0:1 gegen den Vizemeister Reforma Athletic Club) hinnehmen.

## Saisonverlauf
Das erste Spiel fand am 15. August 1903 zwischen dem Mexico Cricket Club und dem Reforma Athletic Club statt und endete mit einem 2:0-Sieg des späteren Meisters gegen den alten und neuen Vizemeister. Das letzte Spiel wurde am 10. Januar 1904 zwischen dem alten Meister Orizaba Athletic Club und dem neuen Meister México Cricket Club ausgetragen. Durch den 3:0-Sieg des MCC standen die Cricketer als Meister fest, so dass die noch ausstehenden vier Begegnungen nicht mehr ausgetragen wurden und auch nicht in die Abschlusstabelle einflossen.

## Abschlusstabelle 1903/04
| Pl. | Verein                | Sp. | S | U | N | Tore    | Diff. | Punkte |
| --- | --------------------- | --- | - | - | - | ------- | ----- | ------ |
| 1.  | Mexico Cricket Club   | 8   | 7 | 0 | 1 | 013:100 | +12   | 14:20  |
| 2.  | Reforma Athletic Club | 7   | 5 | 1 | 1 | 015:300 | +12   | 11:30  |
| 3.  | British Club          | 5   | 1 | 1 | 3 | 001:400 | −3    | 03:70  |
| 4.  | Orizaba Athletic Club | 6   | 1 | 1 | 4 | 002:110 | −9    | 03:90  |
| 5.  | Pachuca Athletic Club | 6   | 0 | 1 | 5 | 002:140 | −12   | 01:11  |

## Kreuztabelle
Die Kreuztabelle stellt die Ergebnisse aller Spiele dieser Saison dar. Die Heimmannschaft ist in der linken Spalte aufgelistet und die Gastmannschaft in der obersten Reihe.
| 1903/04 | 1903/04      | MCC  | RAC  | BC   | OAC  | PAC  |
| 01.     | México CC    |      | 2:01 | 1:0  | 1:0  | 3:0  |
| 02.     | Reforma AC   | 1:01 |      | 1:0  | Anm. | 5:1  |
| 03.     | British Club | 0:2  | 0:0  |      | Anm. | Anm. |
| 04.     | Orizaba AC   | 0:3  | 0:5  | 0:1  |      | 1:0  |
| 05.     | Pachuca AC   | 0:1  | 0:3  | Anm. | 1:1  |      |

1 Bei RSSSF wird als Spielort zu beiden Begegnungen zwischen dem Meister México Cricket Club und dem Vizemeister Reforma Athletic Club der Campo del Reforma Athletic Club angegeben. Es ist nicht bekannt, ob diese Angabe richtig ist. Zumindest wurden alle anderen Begegnungen mit je einem Heimrecht ausgetragen und auch der México Cricket Club verfügte über eine eigene Heimstätte. Weil beide Mannschaften sich im direkten Vergleich je einmal durchsetzen konnten, wird der jeweilige Sieg in der Kreuztabelle als Heimspiel angegeben.

Anm. Nachdem der México Cricket Club als Meister feststand, wurden die noch ausstehenden vier Spiele nicht mehr ausgetragen und flossen auch ohne Wertung in die Abschlusstabelle ein. 